# Bag De Blå Bjerge
Bag De Blå Bjerge er det tredje studiealbum fra det dansk pop-rockorkester Moonjam. Det blev udgivet i 1990 og indeholder bl.a. gruppens sange "Bag De Blå Bjerge" og "Gennem Ild Og Vand".

## Spor
1. "Bag De Blå Bjerge" - 3:34
2. "Gennem Ild Og Vand" - 3:48
3. "Nu Smelter Kolde Hjerter" - 3:16
4. "Canta Alma Mia" - 4:23
5. "Hør Suset" - 3:54
6. "Lunefulde Måne" - 4:30
7. "Gap Jam" - 3:24
8. "Donna" - 4:09
9. "Nu Tænder Vi Hinanden" - 3:33
10. "Borte Med Blæsten" - 3:21

| Musik | Spire Denne musikartikel er en spire som bør udbygges. Du er velkommen til at hjælpe Wikipedia ved at udvide den. |